# Adrienne Lecouvreur
|  | Aquest article tracta sobre la persona històrica. Vegeu-ne altres significats a «Adrienne Lecouvreur (obra teatral)». |

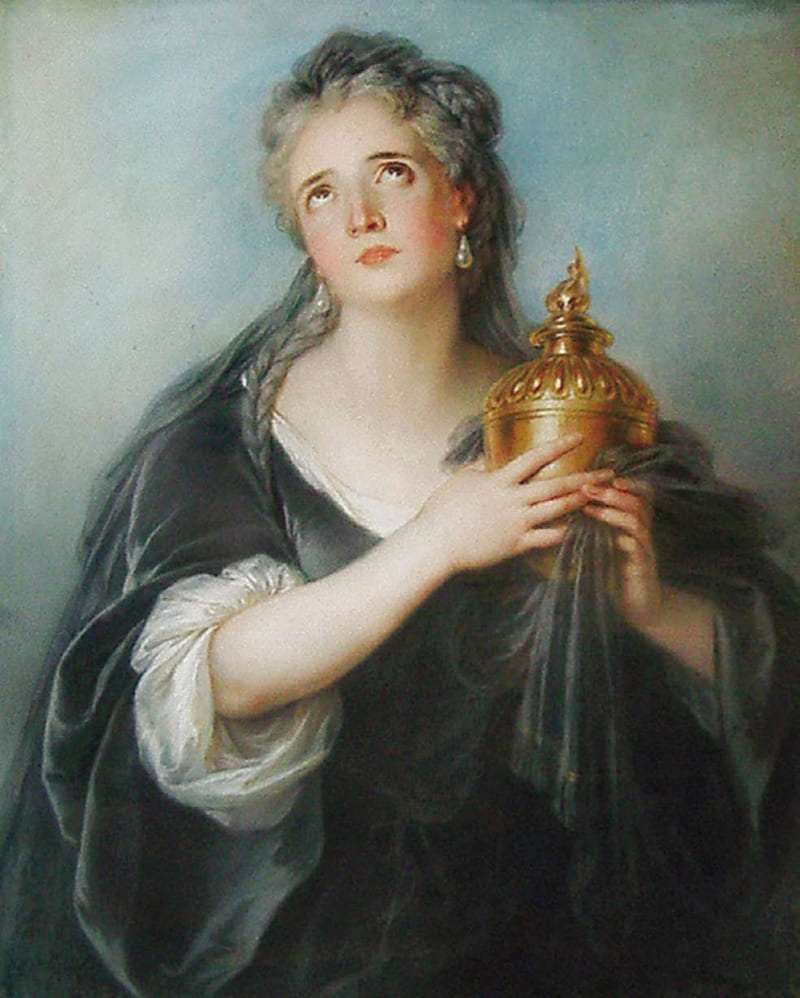
Adrienne Lecouvreur, com Cornelia en La mort de Pompeyo, obra de Pierre Corneille.

Adrienne Lecouvreur (Damery, 5 d'abril de 1692 – 20 de març de 1730) va ser una actriu francesa.
Va aparèixer per primera vegada sobre un escenari a Lille. Després del debut parisenc en la Comédie-Française el 1717, va ser immensament popular entre el públic, fins a la seva misteriosa mort.
Va tenir una relació amorosa amb Maurici de Saxònia, que va acabar en tragèdia quan ella va ser aparentment enverinada per la seva rival, Maria Carolina Sobieska, duquessa de Bouillon. El rebuig de l'Església catòlica a fer-li un enterrament cristià va commoure el seu amic Voltaire, que va escriure un amarg poema sobre aquest tema.
La seva vida va inspirar el drama tràgic de Scribe i Legouvé, sobre el qual es van basar l'òpera de Francesco Cilea, Adriana Lecouvreur i l'opereta Adrienne (1926), de Walter Goetze. Abans que ells, no obstant això, el 1856, Edoardo Vera havia estrenat el "dramma lirico" Adriana Lecouvreur i la duchessa di Bouillon. El 1913 Sarah Bernhardt la va interpretar en la pel·lícula muda Adrienne Lecouvreur. El 1928, la Metro-Goldwyn-Mayer va filmar Dream of Love, basada en l'obra teatral de Scribe i Legouvé, Adrienne Lecouvreur, protagonitzada per Joan Crawford i Nils Asther. I a més d'aquestes, encara s'han fet, si més no, unes altres sis pel·lícules basades en la seva vida.